# Polonia 24
Polonia 24 – polski program informacyjny przeznaczony dla Polaków mieszkających za granicą, nadawany w TVP Polonia. W latach 2010–2011 funkcjonował pod nazwą Polska 24

## Emisja
Program był nadawany na żywo od poniedziałku do piątku o 22:05 w TVP Polonia, a powtórki o 2:10 i 6:10. Wydania programu są także udostępniane na stronie internetowej serwisu. Po zmianach w TVP w grudniu 2023 emisja programu została zawieszona. Program powrócił 29 lutego 2024 roku emitowany raz w tygodniu w czwartki o 22:15 pod tytułem Polonia 24. Tygodnik.

## Prowadzący
Program prowadzą:
- Agata Konarska
- Klaudia Carlos
- Grzegorz Miśtal
- Paulina Drażba
- Przemysław Toczek
- Marcin Czapski

W przeszłości program prowadzili m.in.:
- Adam Giza[10]
- Marek Zając
- Edyta Mikołajczyk
- Anna Popek
- Karolina Dobrowolska[11]
- Iwona Kutyna
- Joanna Racewicz[12]
- Marta Kielczyk[13]
- Justyna Śliwowska[14]
- Anna Karna
- Arleta Bojke[15]
- Michał Cholewiński
- Adam Krzykowski

## Programy dodatkowe
- Polonia 24 weekend – wersja programu nadawana w sobotę i niedzielę o 18:00, zawierająca rozmowę z gościem na tematy lifestylowe[16].
- Debata Polonii 24 – rozmowa z ekspertami na tematy polonijne. Nadawana w latach 2021-2022[17][18].
- Halo Polonia – program prezentujący najważniejsze wydarzenia z Polski i ze świata w formie publicystyczno-reportażowej. W latach 2014–2015 nadawany zamiast programu Polonia 24, a do 2020 roku równolegle z głównym serwisem. Emitowany we wtorki i czwartki o 22:00[19].